# Mexico op de Olympische Winterspelen 2022
Mexico was een van de deelnemende landen aan de Olympische Winterspelen 2022 in Peking, China.

## Deelnemers en resultaten

### Alpineskiën
Maximaal vier deelnemers per onderdeel
Mannen
| Naam                            | Onderdeel    | 1e run  | 1e run | 2e run  | 2e run | Totaal  | Totaal |
| Naam                            | Onderdeel    | Tijd    | Rang   | Tijd    | Rang   | Tijd    | Rang   |
| ------------------------------- | ------------ | ------- | ------ | ------- | ------ | ------- | ------ |
| Rodolfo Roberto Dickson Sommers | Reuzenslalom | 1:17,32 | 43     | 1:17,27 | 32     | 2:34,59 | 35     |

Vrouwen
| Naam           | Onderdeel    | 1e run  | 1e run | 2e run  | 2e run | Totaal  | Totaal |
| Naam           | Onderdeel    | Tijd    | Rang   | Tijd    | Rang   | Tijd    | Rang   |
| -------------- | ------------ | ------- | ------ | ------- | ------ | ------- | ------ |
| Sarah Schleper | Reuzenslalom | 1:06,42 | 47     | 1:05,53 | 36     | 2:11,95 | 37     |
| Sarah Schleper | Super G      | n.v.t.  | n.v.t. | n.v.t.  | n.v.t. | 1:18,17 | 35     |

### Kunstrijden
Individueel
| Naam             | Onderdeel | KK    | KK   | VK     | VK   | Totaal | Totaal |
| Naam             | Onderdeel | Score | Rang | Score  | Rang | Score  | Rang   |
| ---------------- | --------- | ----- | ---- | ------ | ---- | ------ | ------ |
| Donovan Carrillo | Mannen    | 79,69 | 19   | 138,44 | 22   | 218,13 | 22     |

### Langlaufen
Maximaal vier deelnemers per onderdeel
Lange afstanden
Mannen
| Naam                 | Onderdeel             | Uitslag | Uitslag |
| Naam                 | Onderdeel             | Tijd    | Rang    |
| -------------------- | --------------------- | ------- | ------- |
| Jonathan Soto Moreno | 15 km klassieke stijl | 53:30,0 | 94      |